# توماس دبليو. نوكس
توماس دبليو. نوكس (بالإنجليزية: Thomas W. Knox)‏ هو كاتب للأطفال وكاتب وصحفي أمريكي، ولد في 26 يونيو 1835 في بيمبروك في الولايات المتحدة، وتوفي في 6 يناير 1896 في نيويورك في الولايات المتحدة.